# 格奧爾格一世 (瓦爾德克和皮爾蒙特)
格奧爾格一世（德語：Georg I.，1747年5月6日—1813年9月9日），瓦爾德克和皮爾蒙特親王，1812年至1813年在位。

## 家庭
1784年，格奧爾格與施瓦茨堡-松德斯豪森的奧古斯塔（1768年—1849年）結婚，兩人共有6子3女：
1. 克里斯蒂安妮（1787年—1806年），早逝
2. 格奧爾格二世（1789年—1845年）
3. 腓特烈（1790年—1828年）
4. 約翰（1794年—1814年）
5. 伊達（1796年—1869年）
6. 沃爾拉德（1798年—1821年）
7. 瑪蒂爾德（1801年—1825年）
8. 卡爾·克里斯蒂安（1803年—1846年）
9. 赫爾曼（1809年—1876年）